# عبد الرحمن بن زيدان (ناقد)
عبد الرحمن بن زيدان (مواليد 22 أبريل 1947 بمكناس) هو ناقد مسرحي وأكاديمي مغربي. يعتبر من أعلام المنظرين في قضايا المسرح العربي.

## مسيرته
وُلد في 22 أبريل 1947 بمكناس، تلقّى هناك تعليمه الإبتدائي بمدرستي الرشاد والمعهد المحمدي، ثم تعليمه الثانوي بمدرسة النهضة الإسلامية. حصل على الباكلوريا سنة 1967، ثم على شهادة الإجازة في الأدب العربي من كلية الآداب والعلوم الإنسانية بفاس في يونيو 1971، ثم على الكفاءة العليا في التربية من المدرسة العليا للأساتذة سنة 1971، ثم شهادة الدراسات الجامعية العليا من كلية الآداب سنة 1985، ثم على دبلوم الدراسات العليا من كلية الآداب مكناس سنة 1988، ثم على دكتوراه الدولة تخصص أدب (مسرح) سنة 1993، في موضوع إشكالية المنهج في النقد المسرحي العربي.
يشغل حاليا أستاذا للتعليم العالي بكلية آداب جامعة مولاي إسماعيل، بمكناس. كرُّم في كثير من المهرجانات العربية، وشارك كرئيس أو كعضو في لجان التحكيم في أكثر من مهرجان مسرحي عربي.

## أعماله
نشر أكثر من ثلاثين مصنفا في المسرح والفنون التشكيلية وفي التراجم والأعلام والمذكرات، كما ألّف ونشر أكثر من سبع مسرحيات تجريبية تحت عنوان "ديوان الإيقونات في فرجة المقامات"، قُدّمت على الركح بعديد الدول العربية، وترجمت إلى لغات وحتى أنجزت حول تجربته النقدية والإبداعية العديد من الأطروحات العلمية والمصنفات النقدية في كثير من جامعات الدول العربية. ومن بين أعماله:

### كتب فردية
- 1979: من قضايا المسرح المغربي، (دراسات نقدية)، مطبعة صوت مكناس
- 1985: المقاومة في المسرح المغربي، دار النشر المغربية، الدار البيضاء
- 1985: كتابة التكريس والتغيير في المسرح المغربي، إفريقيا الشرق
- 1987: أسئلة المسرح العربي، دار الثقافة، الدار البيضاء
- 1992: قضايا التنظير في المسرح العربي من البداية إلى الامتداد، اتحاد الأدباء العرب، دمشق
- 1995: إشكالية المنهج في النقد المسرحي العربي، المجلس الأعلى للثقافة، مطابع الهيئة المصرية العامة للكتاب
- 1997: خطاب التجريب في المسرح العربي، مطبعة سندي، مكناس
- 1999: مدن في أوراق عاشق، مطبعة سندي، مكناس
- 2001: التجريب في النقد والدراما، منشورات الزمن
- 2002: المسرح المغربي في مفترق القراءة، إصدارات أمنية للإبداع والتواصل الفني والأدبي السلسة المسرحية، الدار البيضاء.
- 2004: الثقافة المغربية علامات بعد علامات، في حوارات، السفر الأول، تقديم الأستاذ الدكتور عباس الجراري، مطبعة النجاح الجديدة، الدار البيضاء، الطبعة الأولى
- 2004: المسرح في دول مجلس التعاون الخليجي: هوية الواقع وسؤال القراءة، ، منشورات مسرح الخليج العربي، الكويت
- 2009: المختصر المفيد في المسرح العربي الجديد، المسرح المغربي، (15) الهيئة العربية للمسرح، الأمانة العامة، الشارقة دولة الإمارت العربية المتحدة، الطبعة الأولى
- 2009: معنى الرؤية في المسرح العربي، دار الحرف للنشر والتوزيع، القنيطرة، الطبعة الأولى
- 2009: التشكيل المغربي بلغة الذاكرة، مكناس
- 2009: أعلام مكناس في القرن العشرين، بالاشتراك مع الأستاذ عبد العزيز بن عبد الجليل، مكناس
- 2012: زنوبيا في موكب العتيق، سلسلة نصوص مسرحية، مصر
- 2012: مقامات القدس في المسرح العربي: الدلالات التاريخية والواقعية، الهيئة العربية للمسرح، الشارقة
- 2014: المسرح العراقي: الرؤية التراجيدية في وطن متغير
- 2016: الطيب الصديقي المخرج المتعدد في صناعة الفرجة، منشورات الجمعية الإسماعيلية الكبرى، مكناس
- 2018: رهانات المسرح المصري: المعنى والسؤال، دارالوفاء لدنيا الطباعة والنشر، الإسكندرية

### كتب جماعية
- ندوة الشعر السرحي (تأليف جماعي)، 28 - 29 فبراير 2000، مطبعة مطابع الزهراء للإعلام العربي القاهرة
- النص الأدبي بين الواقعي والمتخيل، جامعة سيدي محمد بن عبد االله، كلية الآداب والعلوم الإنسانية، ظهر المهراز، شعبة اللغة العربية وآدابها، برنامج دعم البحث العلمي (بارس)، منشورات وحدة النقد الأدبي الحديث والمعاصر، الطبعة الأولى 2003
- المرتجلة في المسرح، الخطاب والمكونات (كتاب جماعي)، مجموعة من الأساتذة منشورات مجموعة البحث في المسرح والدراما، كلية الآداب والعلوم الإنسانية، جامعة عبد المالك السعدي، تطوان، الطبعة الأولى، 2003
- المسرح المغربي بين التنظير والمهنية (كتاب جماعي)، منشورات مجموعة البحث في المسـرح والدراما، كلية الآداب والعلوم الإنسانية، جامعة عبد المالك السعدي، تطوان، 2004